# Суран (Хама)
Суран (араб. صوران‎) — город на западе Сирии, расположенный на территории мухафазы Хама. Входит в состав района Хама. Является административным центром одноимённой нахии.

## География
Город находится в западной части мухафазы, к востоку от реки Оронт, на высоте 350 метров над уровнем моря.

Суран расположен на расстоянии приблизительно 15 километров к северу от Хамы, административного центра провинции и на расстоянии 195 километров к северо-северо-востоку (NNE) от Дамаска, столицы страны. Ближайший гражданский аэропорт расположен в городе Латакия.

## Население
По данным переписи 2004 года численность населения города составляла 29 100 человек.